# François Gagnepain
François Gagnepain (n. 23 septembrie 1866, Raveau, Bourgogne, Franța – d. 25 ianuarie 1952, Cannes, Alpes-Maritimes, Franța) a fost un botanist francez.